# 塞切尼费尔福卢
塞切尼费尔福卢，是匈牙利诺格拉德州所辖的一个村。总面积8.22平方公里，总人口457，人口密度55.6人/平方公里（2011年1月1日）。